# Aderbal (governador de Gades)
Aderbal foi um nobre cartaginês que serviu como governador da cidade de Gades durante a Segunda Guerra Púnica e serviu como comandante no exército de Magão Barca. É mais conhecido por sua derrota para Caio Lélio na Batalha de Carteia, uma batalha naval travada em 206 a.C. durante a fuga dos cartagineses da Ibéria.